# (23469) Neilpeart
(23469) Neilpeart – planetoida z pasa głównego asteroid okrążająca Słońce w ciągu 4 lat i 131 dni w średniej odległości 2,67 j.a. Została odkryta 22 września 1990 roku w Palomar Observatory przez Briana Romana. Planetoida została nazwana imieniem Neila Pearta (ur. 1952, zm. 2020), perkusisty i tekściarza kanadyjskiego zespołu Rush. Przed nadaniem nazwy planetoida nosiła oznaczenie tymczasowe (23469) 1990 SY3.